# 반짝반짝 빛나는 (드라마)
《반짝반짝 빛나는》은 2011년 2월 12일부터 2011년 8월 14일까지 방영된 문화방송 주말연속극으로, 병원의 실수로 뒤바뀐 인생을 살게 된 두 여자의 인생 역정을 그린 드라마이다.

## 등장인물

### 주요 인물
- 김현주 : 한정원 역 - 출판사 '지혜의 숲'의 팀장
- 이유리 : 황금란 역 - 대형서점 직원
- 김석훈 : 송승준 역 - 출판사 '지혜의 숲'의 편집장
- 강동호 : 강대범 역 - 3년차 사법고시생

### 신림동 가족
- 고두심 : 이권양 역 - 금란의 길러준 어머니, 정원의 친어머니, 고시식당 운영
- 길용우 : 황남봉 역 - 금란의 길러준 아버지, 정원의 친아버지
- 이아현 : 황태란 역 - 금란의 언니, 정원의 친언니
- 김상호 : 박중혁 역 - 황태란의 남편, 제약회사 영업직원
- 한지우 : 황미란 역 - 금란의 동생, 정원의 친동생
- 신수연 : 박지원 역 - 황태란과 박중혁의 딸

### 평창동 가족
- 장용 : 한지웅 역 - 출판사 '지혜의 숲'의 오너, 정원의 길러준 아버지, 금란의 친아버지
- 박정수 : 진나희 역 - 정원의 길러준 어머니, 금란의 친어머니
- 김형범 : 한상원 역 - 정원의 오빠, 금란의 친오빠
- 박유환 : 한서우 역 - 한지웅의 이복동생

### 그 외 인물
- 김지영 : 고은혜 역 - 승준의 어머니, 순대국집 운영, 일명 '종로백곰'
- 원기준 : 제갈준수 역 - 황태란의 중학교 동창
- 공기탁 : 출판사 직원 역
- 남가경 : 출판사 직원 역
- 고유미 : 차수영 역 - 출판사 직원
- 유사라 : 한송이 역 - 출판사 직원
- 이설구 : 사채업자 역
- 정미남 : 사채업자 역
- 반혜라 : 정원이네집 가정부 역
- 남정희 : 서점에서 책을 찾는 여자 역
- 김혜지
- 지성근 : 도배사 역
- 김현정 : 양복매장 직원 역
- 홍지영 : 금란의 K문고 동료 직원 역
- 전헌태 : 서점에서 밀봉된 책 포장지를 뜯은 남자 역
- 김성훈 : 의사 역
- 김은영
- 김수현
- 정지순 : 출판사 기획 1팀 팀장 역
- 차용학
- 남현주 : 카페 사장 역
- 이장옥
- 최한나
- 강재은
- 백성일 : 의사 역
- 서민경 : 승준의 이모 역
- 조은빛 : 대범의 여자친구 역
- 김광인 : 산부인과 직원 역
- 이채민 : 이가흔 역 - 작가
- 김규환
- 김참
- 김수련
- 손선근 : 의사 역
- 최인숙 : 서점의 진상손님 역
- 김상미
- 조성희 : 대범의 친한 형 역
- 홍재성 : 의사 역
- 조선옥 : 카페 직원 역
- 최춘범
- 홍승범 : K문고 인사관리과 팀장 역
- 박충권
- 이진화 : 인테리어 업자 역
- 이중열 : 택시기사 역
- 이종래 : 안과의사 역
- 김진양 : 공인중개사 역
- 김해명 : 집보러 온 남자 역
- 윤지아 : 집보러 온 여자 역
- 강주정
- 이선영
- 박규점 : 안과의사 역
- 김민채 : 약사 역
- 김지성 : 출판사 직원 역
- 구본석 : '아름다운 가게'의 사장 역
- 임치우 : 광수 역 - 고은혜의 보디가드
- 김태영 : 고은혜에게 돈빌리러 온 남자 역
- 전일범 : 황남봉의 친한 동생 역
- 최윤준 : 도박하는 남자 역
- 김선녀 : 붕어빵 장사하는 여자 역
- 오지후
- 한창현 : 국회의원 보좌관 역 - 국밥집 손님
- 한동환 : 한성원의 지인 역
- 주부진 : 할머니 역
- 고진명 : 곱창을 납품하는 남자 역
- 주동희 : 고시식당에서 밥먹는 남자 역
- 박정민 : 연기학원 선생님 역
- 한춘일 : 인쇄소 기장 역
- 이두익 : 이대진 역 - KN소프트 대표
- 김재흠 : 도박하는 남자 역
- 유인석 : 도박하는 남자 역
- 김기범
- 이승기 : 형사 역
- 이현
- 이화진
- 김지만
- 이효원 : 쥬얼리 매장 직원 역
- 최민금 : 출판사 청소원 역
- 정병호 : 의사 역
- 정명준 : 검사 역
- 이홍석
- 정진철
- 최수린 : 이지수 역 - 한서우의 어머니 (특별출연)
- 윤영목 : 금란을 상해입힌 남자 역
- 민준현 : 구급대원 역
- 미소윤 : 간호사 역
- 인성호 : 카메라테스트 하는 연출자 역
- 유채영 : 피바다 역 - '요술램프'의 직원
- 전해룡 : 대왕그룹 대표 역
- 김홍수 : 택시기사 역
- 성낙경 : 조폭 역
- 김진형 : 조폭 역
- 이현직 : 조폭 역
- 강우제 : '요술램프'의 직원 역
- 성인자 : 늘푸른 천사원의 원장 역
- 신종훈 : 형사 역
- 최효현 : 산부인과 간호사 역
- 송승용 : 형사 역
- 이성주 : 경찰 역
- 민병애 : 슈퍼 주인 역
- 김보리 : 짬뽕집 직원 역
- 정영금 : 행신어린이복지회관의 직원 역
- 허선행 : 민박집 사장 역
- 주다영 : 주혜린 역 - 대안학교 학생
- 주민수 : 대안학교 학생 역
- 손영순 : 법률사무소에 자문하러온 할머니 역
- 신선희 : 아이를 위한 책을 사러온 여자 역

### 아역
- 김은율
- 김연우
- 이준희

### 특별출연
- 전수경 : 이은정 역 - 출판사 '지혜의 숲'의 前 편집장
- 정태우 : 윤승재 역 - 금란의 前 남자친구
- 정규수 : 대안학교 교장 역

## 수상
- 2011년 MBC 드라마대상
  - 연속극 부문 남자 최우수상 - 김석훈
  - 연속극 부문 여자 최우수상 - 김현주
  - 연속극 부문 여자 우수상 - 이유리
  - 연속극 부문 남자 황금연기상 - 길용우
  - 연속극 부문 올해의 작가상 - 배유미

## 사운드 트랙
| #            | 제목              | 가수         | 재생 시간 |
| ------------ | ----------------- | ------------ | --------- |
| 1.           | 〈슬퍼도 로맨틱〉 | 레인보우     | 4:20      |
| 2.           | 〈너 때문에〉     | 모세         | 3:32      |
| 총 재생 시간 | 총 재생 시간      | 총 재생 시간 | 7:52      |

## 시청률
최저 시청률과 최고 시청률은 시청률 조사회사와 지역별로 시청률에 차이가 있을 수 있습니다.
| 2011년      | 2011년      | 2011년         | 2011년       | 2011년         | 2011년       |
| 회차        | 방송일      | TNmS 시청률    | TNmS 시청률  | AGB 시청률     | AGB 시청률   |
| 회차        | 방송일      | 대한민국(전국) | 서울(수도권) | 대한민국(전국) | 서울(수도권) |
| ----------- | ----------- | -------------- | ------------ | -------------- | ------------ |
| 제1회       | 2월 12일    | 7.2%           | 8.6%         | 9.6%           | 11.2%        |
| 제2회       | 2월 13일    | 8.3%           | 10.1%        | 8.9%           | 10.1%        |
| 제3회       | 2월 19일    | 8.7%           | 10.7%        | 10.3%          | 12.0%        |
| 제4회       | 2월 20일    | 8.2%           | 10.4%        | 9.9%           | 11.1%        |
| 제5회       | 2월 26일    | 9.8%           | 12.9%        | 10.5%          | 11.6%        |
| 제6회       | 2월 27일    | 10.7%          | 13.2%        | 12.8%          | 14.2%        |
| 제7회       | 3월 5일     | 11.4%          | 14.0%        | 13.9%          | 16.4%        |
| 제8회       | 3월 6일     | 11.2%          | 13.7%        | 14.8%          | 17.4%        |
| 제9회       | 3월 12일    | 10.4%          | 13.0%        | 12.4%          | 14.2%        |
| 제10회      | 3월 13일    | 13.0%          | 16.2%        | 15.0%          | 16.9%        |
| 제11회      | 3월 19일    | 11.8%          | 14.8%        | 13.2%          | 15.2%        |
| 제12회      | 3월 20일    | 12.3%          | 15.1%        | 15.1%          | 17.1%        |
| 제13회      | 3월 26일    | 13.3%          | 16.3%        | 14.8%          | 16.3%        |
| 제14회      | 3월 27일    | 14.1%          | 18.0%        | 15.6%          | 17.5%        |
| 제15회      | 4월 2일     | 13.1%          | 16.5%        | 13.5%          | 16.0%        |
| 제16회      | 4월 3일     | 13.5%          | 17.1%        | 15.8%          | 17.8%        |
| 제17회      | 4월 9일     | 12.8%          | 17.6%        | 15.5%          | 17.2%        |
| 제18회      | 4월 10일    | 16.8%          | 19.2%        | 14.8%          | 19.0%        |
| 제19회      | 4월 16일    | 13.6%          | 17.2%        | 15.2%          | 16.2%        |
| 제20회      | 4월 17일    | 13.8%          | 16.9%        | 17.2%          | 19.7%        |
| 제21회      | 4월 23일    | 14.0%          | 17.8%        | 15.5%          | 17.7%        |
| 제22회      | 4월 24일    | 15.4%          | 19.2%        | 15.9%          | 17.0%        |
| 제23회      | 4월 30일    | 13.2%          | 15.5%        | 16.0%          | 15.8%        |
| 제24회      | 5월 1일     | 14.3%          | 17.1%        | 16.9%          | 18.2%        |
| 제25회      | 5월 7일     | 14.3%          | 17.0%        | 16.4%          | 17.9%        |
| 제26회      | 5월 8일     | 15.5%          | 18.9%        | 19.1%          | 20.4%        |
| 제27회      | 5월 14일    | 15.7%          | 19.3%        | 19.4%          | 21.0%        |
| 제28회      | 5월 15일    | 16.8%          | 20.4%        | 21.6%          | 23.2%        |
| 제29회      | 5월 21일    | 13.9%          | 17.8%        | 17.8%          | 19.0%        |
| 제30회      | 5월 22일    | 17.1%          | 19.7%        | 19.5%          | 21.1%        |
| 제31회      | 5월 28일    | 15.7%          | 18.9%        | 19.6%          | 19.1%        |
| 제32회      | 5월 29일    | 16.7%          | 20.2%        | 19.8%          | 21.1%        |
| 제33회      | 6월 4일     | 16.3%          | 18.3%        | 19.7%          | 21.2%        |
| 제34회      | 6월 5일     | 16.5%          | 18.1%        | 18.5%          | 20.0%        |
| 제35회      | 6월 11일    | 16.6%          | 19.3%        | 19.3%          | 20.3%        |
| 제36회      | 6월 12일    | 18.6%          | 22.7%        | 21.6%          | 23.2%        |
| 제37회      | 6월 18일    | 17.6%          | 21.0%        | 19.5%          | 21.6%        |
| 제38회      | 6월 19일    | 19.1%          | 22.3%        | 21.3%          | 23.6%        |
| 제39회      | 6월 25일    | 19.8%          | 23.2%        | 22.5%          | 25.6%        |
| 제40회      | 6월 26일    | 18.1%          | 21.1%        | 22.2%          | 23.9%        |
| 제41회      | 7월 2일     | 18.8%          | 21.6%        | 19.5%          | 20.9%        |
| 제42회      | 7월 3일     | 20.6%          | 26.2%        | 23.2%          | 24.7%        |
| 제43회      | 7월 9일     | 20.5%          | 24.2%        | 21.5%          | 22.7%        |
| 제44회      | 7월 10일    | 20.4%          | 24.7%        | 22.9%          | 24.6%        |
| 제45회      | 7월 16일    | 18.0%          | 21.4%        | 21.1%          | 23.5%        |
| 제46회      | 7월 17일    | 20.3%          | 24.3%        | 21.9%          | 23.7%        |
| 제47회      | 7월 23일    | 17.6%          | 21.4%        | 20.9%          | 21.9%        |
| 제48회      | 7월 24일    | 19.0%          | 22.8%        | 21.3%          | 22.8%        |
| 제49회      | 7월 30일    | 19.9%          | 24.2%        | 21.7%          | 22.3%        |
| 제50회      | 7월 31일    | 19.5%          | 24.5%        | 22.5%          | 23.8%        |
| 제51회      | 8월 6일     | 22.1%          | 26.3%        | 24.3%          | 25.9%        |
| 제52회      | 8월 7일     | 21.7%          | 23.9%        | 25.3%          | 26.7%        |
| 제53회      | 8월 13일    | 19.9%          | 23.4%        | 21.6%          | 22.6%        |
| 제54회      | 8월 14일    | 19.4%          | 22.3%        | 22.5%          | 23.8%        |
| 평균 시청률 | 평균 시청률 | 15.5%          | 18.7%        | 17.8%          | 19.4%        |

## 연장
- 2011년 7월 13일 : 반짝반짝 빛나는 방영 분량이 50부작에서 4회 연장되어 54부작으로 변경되었다.[4]

## 참고 사항
- SBS <시크릿 가든>, <자이언트>, KBS 2TV <결혼해주세요>와 함께 2011년 12월 열린 제 24회 한국방송작가상 드라마 부문(2010년 중후반기부터의 내용 위주) 후보에 올랐으나, 네 작품 모두 독창적 작품세계 구현, 우리 사회에 건강한 영향력을 끼치고 방송작가의 자긍심을 높인 부분에서 미흡하다는 이유[5]로 수상하지 못했다.
- 주요 등장인물들의 저속한 표현과 협찬주의 상호를 일부 변경해 반복적으로 노출했다는 이유 때문에 2011년 4월 6일 열린 방송통신심의위원회 전체회의에서 '주의' 조치를 받았다.[6]
- 2019년 개국한 MBC ON에서 재방송되었다.

## 경쟁 프로그램
- 웃어요, 엄마 (SBS)
- 내사랑 내곁에 (SBS)
- 사랑을 믿어요 (KBS 2TV)
- 오작교 형제들 (KBS 2TV)